# ハラチン
ハラチン（モンゴル語: Харчин、ᠬᠠᠷᠠᠴᠢᠨ　転写：qaračin、中国語：喀喇沁 Kālǎqìn、英語：Kharchin）は、15世紀前期に形成されたモンゴルの一部族。モンゴル帝国初期にモンケ・カアンらによって連れてこられたキプチャク人を祖とする集団で、北元時代以後に独立した遊牧部族となった。リンダン・ハーンの西遷によって一時解体されたが、清朝の下で朶顔衛を中核に再編成され、ジョソト盟ハラチン右翼旗・左翼旗・中旗として存続した。

## 歴史

### 大元ウルス時代
モンゴル帝国第四代カアン、モンケはバトゥの征西に従軍した際、キプチャク草原に居住するアス人やキプチャク人を連れ帰り、前者を灤河に、後者をラオハ川に遊牧させた。移住したキプチャク人は良質な馬乳酒を産出することから「ハラチ（哈剌赤）」と呼ばれ、これが「ハラチン部」の語源となった。キプチャク人、アスト人は新参者であるが故にモンゴル人同士の内戦では躊躇なく戦うことができ、ナヤンの乱、カイドゥの乱といった戦役で功績を挙げた。成宗テムルが亡くなり、カイドゥの侵攻に対する指揮官としてキプチャク、アスト、カンクリといった軍事集団を率いていた武宗カイシャンが即位すると、これらの集団は引き立てられ、以後政治に介入するようにもなった。泰定帝イェスン・テムルの死後にはキプチャク人集団の長エル・テムルがトク・テムルを擁立して天順帝アリギバを擁する上都派を撃ち破り、帝国最大の勢力となった。しかし、エル・テムルが病死するとメルキト部のバヤンに実権を奪われ、勢力を衰えさせた。

### 北元時代
1368年、明朝の洪武帝が派遣した軍隊によって大都が陥落すると、トゴン・テムルは北方のモンゴリアに逃れ、北元と呼ばれる時代になった。ハラチン部もまたハーンとともに北遷したと見られるが、1430年代まではアルクタイ率いるアスト部が強大でハラチン部の足跡は不明である。アルクタイがオイラトのトゴンによって殺され、モンゴル（韃靼）勢力がオイラトの支配下に入ると、ハラチン部の名が史書に現れるようになる。1452年トクトア・ブハ（タイスン・ハーン）がエセンと対立した際には、ハラチン部は阿哈剌知院とともにトクトア・ブハ側についたことが記録されている。トクトア・ブハは敗れたものの、エセンはその配下には比較的寛容で、ハラチン部の首長ボライは7万の大兵力と共に遼東方面に派遣されるなどエセン配下の有力諸侯として扱われていた。
エセン・ハーンがアラク・テムルに殺されオイラト帝国が瓦解すると、ボライはアラク・テムルを撃ち破りマルコルギス・ハーンを擁立することによってモンゴリア最大の勢力となった。この頃からハラチン部は現在のシリンゴル盟南部（清代のチャハル八旗の遊牧地）を拠点とするようになり、これがリンダン・ハーンの征西まで続く。タイシと称し明朝との交渉も順調に進めていたボライであったが、マルコルギス・ハーンと対立しこれを弑逆したためにモーリハイに殺されることとなった。モーリハイもまたホルチン部のウネ・バラトに殺されると、今度はトゥルファン方面出身でヨンシエブ部を率いるベグ・アルスランがモンゴリアの最大勢力となった。ベグ・アルスランはオルドス地方の有力者オロチュを放逐することで周辺の諸勢力を吸収し、ハラチン部もまたヨンシエブ部の傘下に入った。ハラチン部・アスト部といった大勢力を傘下に置いたヨンシエブ部はベグ・アルスラン、イスマイル、イブラヒムといった有力首長を続けて輩出し、「大ヨンシエブ」として広く知られるようになった。このため、後世のモンゴル年代記においてハラチンはしばしば「ヨンシエブ」の名を冠して呼ばれた。

### ハラチン・ハーン家
ヨンシエブのイスマイルによって擁立されたダヤン・ハーンはヨンシエブのイスマイル、イブラヒムら有力首長を打倒し、モンゴリアの再統一を実現した。ダヤン・ハーンによる討伐以後、かつての「大ヨンシエブ」は分割され、ハラチン部は再び単独の部族としてダヤン・ハーンの孫のバイスハルに与えられた。バイスハルはクンドゥレン・ハーンと称して兄のアルタン・ハーンらとともに明朝へ侵攻し、隆慶和議が成立すると明朝より都督同知に任ぜられた。しかし右翼モンゴルの中でハラチン部は最も東に位置していたこともあり、隆慶和議以後もチャハル部とともに明朝への侵攻を続けていた。「クンドゥレン・ハーン」の名はバイスハルの息子バイサングル、その息子バイフンダイに受け継がれ、ハラチン部は右翼モンゴルの中でトゥメト部に次ぐ有力な部族として知られた。17世紀初頭、後金の圧迫を受けたチャハルのリンダン・ハーンはモンゴリアの統一を目指して征西を行い、これによってハラチン・ハーン家、トゥメト・ハーン家は滅亡した。しかし、ハラチン・ハーン家の属下にあった朶顔衛は滅亡を免れており、後金改め清朝の下で朶顔衛を中核に「ハラチン部」は再編成された。

### 清代
チンギス・カンの時代、ウリャンカイ部ジャルチウダイ（札爾楚泰）の子のジェルメ（済拉瑪）はチンギス・カンを補佐した功があったと記録されている。朶顔衛の首長はこのジェルメの末裔と称しており、モンゴル側からはウリヤンハイ（兀良哈）と呼ばれていた。後の史書では最初から朶顔衛の家系がハラチンを領有していたかのように記し、「（ジェルメの）7代後のホトンに至り、衆は六千戸、エチン（額沁）河に遊牧し、所部をハラチン（喀喇沁）と号した」とするが、これは後世の創作である。ホトンの子のゲリ・ボロトには子が2人おり、長男のゲリル・タイザンサン（格哷勒泰宰桑）はジャサク・ドゥレン・ベイレ（扎薩克杜稜貝勒）のグルスチブ（固嚕思奇布）及びジャサク一等タブナン（扎薩克一等塔布嚢）のゲリル（格哷爾）二旗の祖となる。次男のトル・バートル（図嚕巴図爾）はジャサク・トシェグン（扎薩克鎮国公）のセレン（色稜）一旗の祖となる。
後金の天聡2年（1628年）2月、エンク（恩克）の曾孫のスブディ（蘇布地）はチャハル部のリンダン・ハーンの圧力を受けたため、弟のワンダンウェジェン（万丹偉徴）等と共に後金へ内附を乞うたため、後金のホンタイジは9月にチャハルへ親征した。天聡3年（1629年）6月、スブディとトル・バートルの孫のセレン（色稜）等は後金に帰順した。10月、タブナン（塔布嚢）のブルハト（布爾哈図）は後金の明征伐に従軍し、天聡4年（1630年）、明兵に囲まれたがこれを撃退し、副将の丁啓明及び游撃1人・都司2人を捕えた。後金のホンタイジはその功を喜び、荘田僕従及び金幣を賜った。6月、ドウルビ（都爾弼）はチャハル征伐に従軍した際、チャハルの兵糧を押収した。ベイレ（貝勒）のアジゲ（阿済格）は明の大同・宣府を攻略した。天聡8年（1634年）1月、バイリン（巴林）・アルホルチン（阿魯科爾沁）・アバガ（阿巴噶）の諸部兵は共にチャハル部の流民を収めた。5月、明の大同征伐に従軍し、朔州に至る。天聡9年（1635年）1月、ホンタイジの詔により、スブディの子のグルスチブ（固嚕思奇布）に右翼を掌握させ、セレン（色稜）に左翼を掌握させた。
清の順治元年（1644年）、李自成を撃つ。順治6年（1649年）、ハルハ征伐に従軍。康熙13年（1674年）、大軍で逆藩の耿精忠等を全滅させ、タブナンのホジゲル（霍済格爾）はトゥメト部タブナンのシャンダ（善達）等と共に兵を兗州に赴かせた。康熙29年（1690年）、ジュンガルのガルダン・ハーン征伐に従軍し、これをウラーン・ブトンで破る。康熙44年（1705年）、ハラチン部に一旗が増設され、タブナンのゲリル（格哷爾）がこれを領した。康熙54年（1715年）、ハラチン部は兵千人を徴兵して推河に赴き、ジュンガルのツェワンラブタンを防御した。雍正9年（1731年）、ジュンガルのガルダンツェリン征伐に従軍した。ハラチン部は初め二旗を設けており、右翼は錫伯河の北に駐屯し、左翼はバヤンジュルク（巴顔珠爾克）に駐屯していた。後に一旗増やし、左右翼界内に駐屯した。爵は六つあり、チンワン品級ジャサク・ドロイ・ドゥレン・ギュンワン（親王品級扎薩克多羅杜稜郡王）、トシェグン（鎮国公）、トサラフグン（輔国公）、ジャサク・ドロイ・ベイレ（扎薩克多羅貝勒）、ジャサク・グサ・ベイセ（扎薩克固山貝子）、ジャサク公品級一等タブナン（扎薩克公品級一等塔布嚢）がある。

## 歴代首長
北元時代の首長
1. ボライ

ハラチン・ハーン家
1. バイスハル・クンドゥレン・ハーン(老把都児台吉／昆都力哈)…ダヤン・ハーンの第三子のバルス・ボラトの子
2. バイサングル・ウイジェン・タイジ(擺三勿児威正台吉)…バイスハルの長子
3. バイフンダイ・クンドゥレン・ハーン(白洪大台吉)…バイサングルの長子

朶顔衛首長
1. ホトン（和通）…ジャルチウダイ（札爾楚泰）の子のジェルメ（済拉瑪）の七世の孫
2. ゲリ・ボロト（格哷博羅特）…ホトンの子
3. ゲリル・タイザンサン（格哷勒泰宰桑）…ゲリ・ボロトの長子
4. エンク（恩克）…ゲリル・タイザンサンの長子
5. スブディ（蘇布地）…エンクの曾孫

扎薩克王品級多羅杜稜郡王
1. グルスチブ（固嚕思奇布）（扎薩克塔布嚢：1635年 - 1636年、多羅杜稜固山貝子：1636年 - 1650年、多羅杜稜貝勒：1650年 - 1658年）…元臣ジェルメ（済拉瑪）の末裔、スブディ（蘇布地）の子
2. トゥバ・セレン（図巴色稜）（扎薩克多羅杜稜貝勒：1658年 - 1664年）…グルスチブの長子
3. バンダルシャ（班達爾沙）（扎薩克多羅杜稜貝勒：1664年 - 1668年、多羅杜稜郡王：1668年 - 1671年）…グルスチブの第三子
4. ジャシェン（扎什）（扎薩克多羅杜稜郡王：1672年 - 1704年）…グルスチブの次子
5. ガルツァン（噶勒蔵）（扎薩克多羅杜稜郡王：1704年 - 1711年）…ジャシェンの次子
6. セレン（色稜）（扎薩克多羅杜稜郡王：1711年 - 1717年）…ジャシェンの第三子
7. イダムジャブ（伊達木扎布）（扎薩克多羅杜稜郡王：1717年 - 1739年）…セレンの次子
8. ラトナシディ（喇特納錫第）（扎薩克多羅杜稜郡王：1739年 - 1783年、親王品級：1783年 - 1787年）…イダムジャブの長子
9. ダンジュブスブタン（端珠布色布騰）（扎薩克多羅杜稜郡王：1787年）…ラトナシディの長子
10. マンジュバザル（満珠巴咱爾）（扎薩克多羅杜稜郡王：1787年 - 1788年、親王品級：1788年 - 1828年）…ダンジュブスブタンの長子
11. ブナヤバラ（布呢雅巴拉）（1828年 - 1836年）…マンジュバザルの子
12. セボク・ドルジ（色伯克多爾済）（1836年 - 1868年）…ブナヤバラの子
13. ワンドゥトナムジル（旺都特那木済勒）（1868年 - 1898年）…セボク・ドルジの子
14. ゴンサンノルブ（貢桑諾爾布）（1898年 - ?）…ワンドウトナムジルの子

トサラフグン（輔国公）
1. ミンジュルラブタン（敏珠爾喇布坦）（1743年 - 1759年、固山貝子：1759年 - 1760年）…多羅杜稜郡王ガルツァンの次子
2. ダンジンダルジャ（丹津達爾扎）（鎮国公：1760年 - 1793年）…ミンジュルラブタンの長子
3. ヨンクルジョン（永庫爾忠）（1793年 - 1825年）…ダンジンダルジャの長子
4. ラワンリクスン（拉旺立克森）（1825年 - ?）…ヨンクルジョンの子

トサラフグン（輔国公）
1. ロブツァンチェブデン（羅卜蔵車布登）（1731年 - 1744年）…杜稜郡王セレンの長子
2. アラブタン（阿喇布坦）（1744年 - 1755年）…ロブツァンチェブデンの長子
3. ラジャブ（拉扎布）（1755年 - 1797年）…アラブタンの長子
4. マハダルマ（瑪哈達爾瑪）（1797年 - 1813年）…ラジャブの長子
5. ブナヤシリ（布呢雅什哩）（1813年 - 1815年）…マハダルマの子
6. バンザンシリ（班咱什哩）（1815年 - 1853年）…ブナヤシリの弟
7. ウェイルプジョンナイ（維嚕普仲奈）（1853年 - 1882年）…バンザンシリの子
8. リンチンドルジ（林沁多爾済）（1882年 - 1909年）…ウェイルプジョンナイの子。光緒八年襲
9. テムスンランジャブ（特木遜朗扎布）（1909年 - ?）…宣統元年襲

ジャサク・ドロイ・ベイセ（扎薩克多羅貝子）
1. セレン（色稜）（扎薩克塔布嚢：1635年 - 1648年、鎮国公：1648年 - 1657年）…杜稜貝勒グルスチブの族祖
2. チタト（奇塔特）（扎薩克鎮国公：1657年 - 1666年）…セレンの長子
3. ウトバラ（烏特巴拉）（扎薩克鎮国公：1667年 - 1691年）…チタトの長子
4. シャンバ・ラシェン（善巴喇什）（扎薩克鎮国公：1691年 - 1716年、固山貝子：1716年 - 1717年）…チタトの次子
5. セングンジャブ（僧袞扎布）（扎薩克固山貝子：1717年 - 1731年、多羅貝勒：1731年 - 1742年）…シャンバ・ラシェンの次子
6. フトリンガ（瑚図霊阿）（扎薩克固山貝子：1742年 - 1749年、鎮国公：1749年 - 1755年、固山貝子：1755年 - 1779年）…セングンジャブの長子
7. ジクジトジャブ（済克済特扎布）（扎薩克鎮国公：1779年 - 1780年）…フトリンガの長子
8. ジャラフンガ（扎拉豊阿）（輔国公：1742年 - 1749年、固山貝子：1749年 - 1755年、多羅郡王：1755年 - 1756年、輔国公：1756年 - 1765年、固山貝子：1765年 - 1779年、多羅貝勒：1779年 - 1783年、兼扎薩克鎮国公：1780年 - 1783年、多羅郡王：1783年）…セングンジャブの次子
9. ダンバ・ドルジ（丹巴多爾済）（扎薩克固山貝子：1783年 - 1791年、公銜：1791年 - 1813年）…ジャラフンガの長子
10. トエンド（托恩多）（1813年 - 1830年）…ダンバ・ドルジの子
11. デムジャイジャブ（徳木斎扎布）（1832年 - ）…トゥオエンドの子。道光十二年襲
12. シリンガ（熙凌阿）（1876年 - 1897年、扎薩克：1897年 - ?）…デムジャイジャブの子

ジャサク一等タブナン（扎薩克一等塔布嚢）
1. ゲリル（格哷爾）（1705年 - 1719年）…杜稜貝勒グルスチブの従孫、茂秀の子
2. カニンガ（喀寧阿）（1720年 - 1740年）…ゲリルの従子
3. ジジク（斉斉克）（1740年 - 1754年、公品級扎薩克一等塔布嚢：1754年 - 1774年）…カニンガの長子
4. マハバラ（瑪哈巴拉）（公品級扎薩克一等塔布嚢：1775年 - 1788年、輔国公：1788年 - 1829年、貝子銜：1829年 - 1844年）…ジジクの長子
5. デルゲル（徳勒格爾）（1844年 - 1869年）…マハバラの長孫
6. アユルジャナ（阿育爾扎那）（1869年 - 1891年）…デルゲルの子
7. ハンルジャブ（漢嚕扎布）（1891年 - ?）

トサラフグン（輔国公）
1. ダンバ（丹巴）（追封輔国公：1731年）…扎薩克塔布嚢ゲリルの従叔父
2. ダンジン（丹津）（1732年 - 1753年）…ダンバの長子
3. トクトフ（托克托瑚）（1753年 - 1757年）…ダンジンの長子
4. ウェンドルフ（温都爾瑚）（1757年 - 1799年）…ダンジンの第三子
5. チュイジャボランシン（吹扎卜朗新）（1799年 - 1806年）…ウェンドルフの長子
6. セレン・ドルジ（色楞多爾済）（1806年 - ）…チュイジャボランシンの子
7. サナシリ（薩納什哩）（1817年 - 1821年）…セレン・ドルジの弟
8. ブリン（布琳）（1821年 - 1825年）…サナシリの弟
9. デリクナマ（徳哩克呢瑪）（1825年 - 1869年）…ブリンの族弟
10. センゲジャブ（僧格扎布）（1869年 - 1908年）…デリクナマの子
11. バブセレン（巴布色楞）（1909年 - ?）

ジャサク一等タブナン（扎薩克一等塔布嚢）
1. ラトナジルディ（喇特納吉爾第）（1791年 - 1818年）…鎮国公ジクジトジャブの子
2. クシンゲ（克星額）（1818年 - 1847年）…ラトナジルディの子
3. ブリフェンバラ（布里渾巴拉）（1847年 - 1852年）…クシンゲの子
4. ウリンガ（烏凌阿）（1852年 - 1855年、鎮国公：1855年 - 1884年）…ブリフェンバラの弟
5. ソトワン（索特旺）（1885年 - 1896年）
6. バトマエトサル（巴特瑪鄂特薩爾）（1896年 - 1897年）

## 参考資料
- 岡田英弘訳注『蒙古源流』刀水書房、2004年
- 岡田英弘『モンゴル帝国から大清帝国へ』藤原書店、2010年
- 杉山正明『モンゴル帝国の興亡(下)』講談社、1996年
- 吉田順一『アルタン・ハーン伝訳注』風間書房、1998年
- 和田清『東亜史研究(蒙古篇)』東洋文庫、1959年
- 趙爾巽他『清史稿』（列伝三百五 藩部一、表四十九 藩部世表一）